# Farten
Farten är en fjärd i Finland. Den ligger i Kimitoöns kommun i landskapet Egentliga Finland, i den sydvästra delen av landet, 140 km väster om huvudstaden Helsingfors.
Farten avgränsas av Skepparskäret i söder, Lammgrunden i sydväst, Bärsskäret i väster, Mankomskäret och Marskäret i nordväst samt Uddskären i nordöst. I sydöst ansluter den till Hangö västra fjärd.